# Hemigrammocapoeta nana
Hemigrammocapoeta nana là một loài cá vây tia trong họ Cyprinidae. Nó được tìm thấy ở Israel, Jordan, và Syria.
Môi trường sinh sống tự nhiên của nó là sông và hồ nước ngọt của Barada và lưu vực sông Jordan cũng như sông Kishon. Loài cá này sinh sống tầng đáy và ăn aufwuchs.
Nó bị đe dọa mất môi trường sống.

## Cước chú
1. 1 2  Goren (2006)